# Haideröslein
Haideröslein (später in moderner Orthografie: Heideröslein) ist ein Roman (Familienroman, Schauerroman, Kriminalroman, Liebesroman), den Eufemia von Adlersfeld-Ballestrem 1880 im Breslauer Verlag Schottlaender veröffentlicht hat. Die Illustrationen der frühen Ausgaben hat Blanka von Gündel beigetragen.
Der Roman, der zu den erfolgreichsten Arbeiten der Autorin gerechnet wird, erzählt die Geschichte der jungen Freiin Rose von Fels, die inkognito ihren Lebensunterhalt selbst verdienen will, sich aber in den Jo verliebt, den Sohn der Adligen, bei der sie als Gesellschafterin und Vorleserin Beschäftigung findet. Eine Verwandte, die es ebenfalls auf eine Heirat mit dem steinreichen Jo abgesehen hat, spinnt, um Rose aus dem Weg zu räumen, eine Intrige, die diese beinahe das Leben kostet.
Das Werk zählt zu denjenigen Arbeiten der Autorin, die die größte Ähnlichkeit zu den Romanen von E. Marlitt aufweisen. Marlitt hatte 1871 in der Gartenlaube einen Roman Das Haideprinzeßchen veröffentlicht, an dessen Erfolg Adlersfeld-Ballestrem anzuknüpfen versuchte.

## Handlung
Ort der Handlung ist zunächst das fiktive Gut Hochfelden, die Zeit die Gegenwart der Autorin, also die 1870er Jahre. Als der alte Oberförster Freiherr Egon von Fels im Sterben liegt, macht er Rose (genannt „Heideröslein“), seinem 18-jährigen einzigen Kind, ein Geständnis: Nicht Roses mittlerweile verstorbene Mutter hat er geliebt, sondern eine andere Frau. Da die Familien wie die Montagues und Capulets verfeindet waren, hatte er der Geliebten am Ende schweren Herzens entsagen müssen. Rose möge ihr, falls sie ihr je begegnet, von Herzen gut sein. Bevor der Vater den Namen der geliebten Frau nennen kann, stirbt er. Da die Freiherren von Fels zwar vornehm, aber arm sind, findet Rose Aufnahme bei den befreundeten Nachbarn, Rudolf von Hochfelden und seiner gelähmten Frau, die Rose wie ein eigenes Kind lieben und gern versorgen würden. Rose möchte sich jedoch lieber aus eigener Kraft erhalten und antwortet darum auf ein Zeitungsinserat, in dem für eine Dame eine Gesellschafterin und Vorleserin gesucht wird.

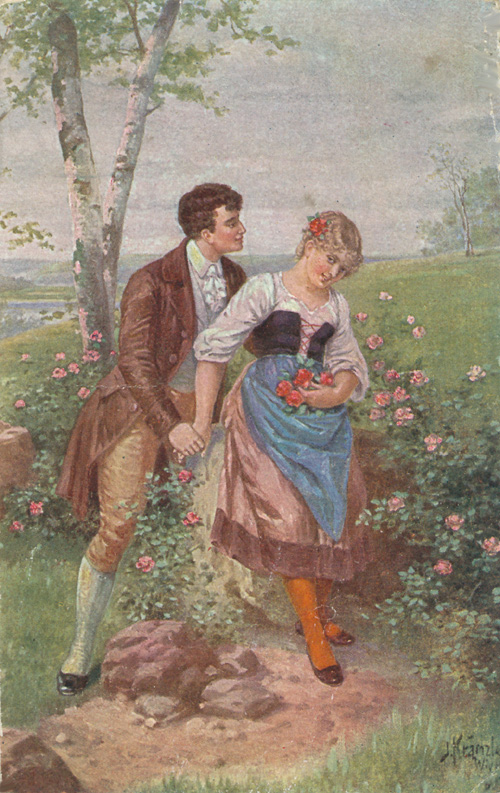
Der Bildhauer Prof. Körner arbeitet an einer „Heideröslein“-Figurengruppe, für die Rose und Jo ihm als Modelle dienen.

Neue Wirkungsstätte von Rose wird Eichberg, der ländliche Sommerwohnsitz Clementine van der Lohes, einer alten Dame, die verbittert ist, die neue Gesellschafterin jedoch leidlich freundlich empfängt. Da sich Erwerbstätigkeit für eine Freiin nicht schickt, stellt Rose sich ihrer Arbeitgeberin als bürgerliche „Rose Eckhardt“ vor. Frau van der Lohe liebt Gesellschaft und die Kunst, und so leben in ihrem Hause zahlreiche weitere Personen. Da ist zunächst Frau van der Lohes Nichte Olga von Willmer, eine schöne junge Witwe, die Schriftstellerin und kühl, berechnend und arrogant ist. Olgas Gegenbild ist die zweite Nichte, Carola, die durch eine Wirbelsäulenverkrümmung grotesk entstellt ist, was ihr die Narrenfreiheit verschafft, stets offen zu sagen, was sie denkt. Carola ist nicht nur spontan, sondern auch warmherzig, und schließt mit Rose von Anfang an Freundschaft. Einen zweiten, väterlichen Freund findet Rose in Prof. Körner, einem Bildhauer, der in Frau van der Lohes Sommersitz an seinem Meisterwerk arbeitet, einer Heidenröslein-Gruppe, für die Rose ihm bald auch als Modell dienen wird. Weitere Sommergäste Frau van der Lohes sind der eitle und fanatisch moderne Pianist Richard Leßwitz, der schwärmerische Maler Theophil von Sonnenberg und der ehrgeizige und lustgetriebene Gesandtschafts-Attaché Baron von Hahn.
Und schließlich ist da auch Frau van der Lohes Sohn Johann, genannt „Jo“, Besitzer bedeutender Eisenwerke und notorischer Junggeselle. Als Rose und Jo einander begegnen, funkt es sofort zwischen ihnen; als Sohn ihrer Arbeitgeberin ist Jo für Rose jedoch tabu, und da Baron von Hahn sie mit seiner verliebten Aufmerksamkeit zunehmend bedrängt, schenkt sie Jo anfangs auch nur wenig Beachtung. Nach dem Willen seiner Mutter soll Jo die schöne Olga heiraten. Jo kennt Olga jedoch zu genau, um auch nur in Versuchung zu kommen, sich mit ihr einzulassen. Olga, eine geborene Komtesse Stahleck, hatte den verstorbenen Willmer nur geheiratet, um der Armut zu entkommen. Noch zu Willmers Lebzeiten hatte sie eine Affäre mit Maurus Magyar begonnen, einem berühmten Zigeunergeiger, Jos bestem Freund, der sich Olgas wegen schließlich das Leben genommen hatte.
Rose und Jo finden zueinander, als Rose bei einem Spaziergang im Schlosspark schwer stürzt und Jo größere Sorge um das Unfallopfer erkennen lässt, als es für eine Bedienstete seiner Mutter angemessen gewesen wäre. Noch bevor sie gemeinsame Zukunftspläne schmieden können, muss Jo jedoch in einer Geschäftsangelegenheit nach London reisen. Rose verspricht, auf ihn zu warten.
Frau van der Lohe und Olga ahnen, dass sich zwischen Rose und Jo etwas anbahnt. Olga bietet der Tante an, Rose Jo zu entfremden und mit einem anderen zu verloben. Um ihren Plan umzusetzen, erklärt sie Rose, dass sie, Olga, schon seit einiger Zeit heimlich mit Jo verlobt sei. Rose glaubt ihr, ist verzweifelt und versucht, sich im Schlossteich zu ertränken, wird jedoch von Prof. Körner gerettet.
Nach Jos Rückkehr aus London arrangiert Olga trickreich eine Situation, in der Jo Rose in flagranti in einer Verlobungsumarmung mit Baron von Hahn vorfindet. Da Jo über Roses vermeintliche Untreue ebenso verbittert ist wie Rose umgekehrt über Jos vermeintliche Verbindung mit Olga, glauben beide, für eine Aussprache keinen Grund zu haben. Allerdings wirft Jo Hahn Beleidigungen an den Kopf, den dieser mit einer Duellforderung quittiert. Jo lässt seine Pistolenkugel Hahn absichtlich verfehlen, wird selbst aber am Arm getroffen.
Diese Vorfälle veranlassen Frau van der Lohe, Carola ihre eigene Geschichte anzuvertrauen. Als junge Frau hatte Frau van der Lohe Egon von Fels geliebt (Roses Vater), der sie ohne Erklärung schließlich jedoch sitzengelassen hatte. Diese Erfahrung hat den Glauben an die Liebe in ihr getötet und sie verbittert. Rose, die dem Bericht unfreiwillig gelauscht hat, lässt ihr Inkognito nun fallen und gibt sich Frau van der Lohe als Tochter des Jugendgeliebten zu erkennen. Ihrer Beteuerung, dass Egon von Fels die Freundin nur unter äußerstem Druck aufgegeben habe, schenkt Frau van der Lohe jedoch keinen Glauben. Dass sie sich ausgerechnet die Tochter des vermeintlich Untreuen ins Haus geholt hat, erfüllt sie mit namenlosem Entsetzen.
Eine Aussprache mit Prof. Körner, der ihm von Roses Selbstmordversuch berichtet, weckt in Jo Zweifel an Roses Untreue und hat eine Aussprache der Liebenden zur Folge. Ohne Olga als die Urheberin der Lüge zu nennen, räumt Rose ein, erfahren zu haben, dass Jo mit Olga verlobt sei. Jo stellt dies nun richtig und auch, dass er nur Rose liebt. Rose könnte ihrem Herzen nun folgen, fühlt sich durch ihr Eheversprechen jedoch Baron von Hahn verpflichtet. Erst als sie mit Hahn vor dem Traualtar steht, besinnt sie sich und verweigert Hahn das Jawort. Der ist darüber so aufgebracht, dass er sie wenig später in den Schlossteich stößt, wo sie fast ertrinkt, von Jo im letzten Augenblick aber gerettet wird.
Rose würde am liebsten abreisen, Frau van der Lohe zwingt sie jedoch zum Aufrechterhalten des Dienstverhältnisses und zur gemeinsamen Rückkehr in die Residenzstadt St., in der die van der Lohes ihren eigentlichen Wohnsitz haben. Sie rechnet nämlich damit, dass Jo, solange Rose sich – als Dienstpersonal im Hause van der Lohe – in unwürdiger gesellschaftlicher Stellung befindet, nicht um sie anhalten wird. Als Jo Rose dennoch zu seiner Braut erklärt, ist sie überzeugt, Rose habe es lediglich auf einen reichen Ehemann abgesehen. Als Rose sich auch weigert, sich anderen Arbeitgebern, die nach Westindien gehen werden, als Gesellschafterin unterschieben zu lassen, verliert Frau van der Lohe jede Fassung und stürzt sich mit bloßen Händen auf Rose, um diese zu erwürgen.
Rose packt ihre Sachen, um nach Hochfelden zurückzukehren. Noch bevor sie das Haus verlassen kann, gelingt es Olga, in Roses Gepäck einen kostbaren Brilliantanhänger zu platzieren und die Rivalin des vermeintlichen Diebstahls zu bezichtigen. So muss Rose das Haus in Schande verlassen und fällt nach ihrer Ankunft in Hochfelden in lange schwere Krankheit.
Olga verheiratet sich unterdessen mit Hahn, der reich geerbt und einen guten Posten ergattert hat. Die alte Frau van der Lohe erleidet schließlich einen Schlaganfall. Nachdem sie ihr Sprechvermögen zurückerlangt, gesteht sie Jo Roses Unschuld und wünscht sich, da sie kurz vor dem Tode steht, nur noch eines: Roses Vergebung. Rose gewährt ihr diese leichten Herzens. Rose und Jo heiraten.

## Ausgaben (Auswahl)
- Haideröslein. Schottlaender, Breslau 1880.
- Heideröslein. e-artnow, 2017, ISBN 978-80-268-6402-8.